# Chāk Sar
Chāk Sar (persiska: چاك سر) är en ort i Iran.   Den ligger i provinsen Mazandaran, i den norra delen av landet, 150 km nordost om huvudstaden Teheran. Chāk Sar ligger 157 meter över havet och antalet invånare är 332.
Terrängen runt Chāk Sar är huvudsakligen kuperad, men den allra närmaste omgivningen är platt.Runt Chāk Sar är det ganska glesbefolkat, med 34 invånare per kvadratkilometer. Närmaste större samhälle är Shahrūd Kolā, 5,6 km norr om Chāk Sar. I omgivningarna runt Chāk Sar växer i huvudsak blandskog.